# Municipio de San Pedro Jaltepetongo
El municipio de San Pedro Jaltepetongo es uno de los 570 municipios del estado mexicano de Oaxaca. Su cabecera es la localidad de San Pedro Jaltepetongo.

## Geografía
El municipio de San Pedro Jaltepetongo colinda al norte con los municipios de Santa María Texcatitlán y Valerio Trujano; al oeste con el municipio de Santa María Apazco; y al sur y el este con el municipio de San Juan Bautista Cuicatlán.

## Localidades
El municipio de San Pedro Jaltepetongo cuenta con tres localidades.
| Localidad              | Población (2020) |
| ---------------------- | ---------------- |
| San Pedro Jaltepetongo | 464              |
| El Llano               | 18               |
| Nucabaa                | 1                |

## Gobierno
El municipio de San Pedro Jaltepetongo se rige mediante el sistema de usos y costumbres.
| Presidente municipal      | Periodo   |
| ------------------------- | --------- |
| Lucas Hernández Velasco   | 1999-2001 |
| Pablo López Jiménez       | 2002-2004 |
| Enrique Jiménez López     | 2005-2007 |
| Pablo López Jiménez       | 2008-2010 |
| Rosendo López Gaytán      | 2011-2013 |
| Joaquín Gaytán Jiménez    | 2013-2016 |
| Cristóbal Jiménez Garcías | 2017-2019 |
| Agustín Jiménez Rodríguez | 2020-2022 |
| Arcadio Jiménez García    | 2023-2025 |